# Listă de filme argentiniene
Aceasta este o listă de filme produse de industria de film argentiniană de la primele filme din anii 1897-1929 până în prezent. Listele sunt ordonate cronologic:

## 1897-1929
- Listă de filme argentiniene înainte de 1930

## Anii 1930
- Listă de filme argentiniene din 1930
- Listă de filme argentiniene din 1931
- Listă de filme argentiniene din 1932
- Listă de filme argentiniene din 1933
- Listă de filme argentiniene din 1934
- Listă de filme argentiniene din 1935
- Listă de filme argentiniene din 1936
- Listă de filme argentiniene din 1937
- Listă de filme argentiniene din 1938
- Listă de filme argentiniene din 1939

## Anii 1940
- Listă de filme argentiniene din 1940
- Listă de filme argentiniene din 1941
- Listă de filme argentiniene din 1942
- Listă de filme argentiniene din 1943
- Listă de filme argentiniene din 1944
- Listă de filme argentiniene din 1945
- Listă de filme argentiniene din 1946
- Listă de filme argentiniene din 1947
- Listă de filme argentiniene din 1948
- Listă de filme argentiniene din 1949

## Anii 1950
- Listă de filme argentiniene din 1950
- Listă de filme argentiniene din 1951
- Listă de filme argentiniene din 1952
- Listă de filme argentiniene din 1953
- Listă de filme argentiniene din 1954
- Listă de filme argentiniene din 1955
- Listă de filme argentiniene din 1956
- Listă de filme argentiniene din 1957
- Listă de filme argentiniene din 1958
- Listă de filme argentiniene din 1959

## Anii 1960
- Listă de filme argentiniene din 1960
- Listă de filme argentiniene din 1961
- Listă de filme argentiniene din 1962
- Listă de filme argentiniene din 1963
- Listă de filme argentiniene din 1964
- Listă de filme argentiniene din 1965
- Listă de filme argentiniene din 1966
- Listă de filme argentiniene din 1967
- Listă de filme argentiniene din 1968
- Listă de filme argentiniene din 1969

## Anii 1970
- Listă de filme argentiniene din 1970
- Listă de filme argentiniene din 1971
- Listă de filme argentiniene din 1972
- Listă de filme argentiniene din 1973
- Listă de filme argentiniene din 1974
- Listă de filme argentiniene din 1975
- Listă de filme argentiniene din 1976
- Listă de filme argentiniene din 1977
- Listă de filme argentiniene din 1978
- Listă de filme argentiniene din 1979

## Anii 1980
- Listă de filme argentiniene din 1980
- Listă de filme argentiniene din 1981
- Listă de filme argentiniene din 1982
- Listă de filme argentiniene din 1983
- Listă de filme argentiniene din 1984
- Listă de filme argentiniene din 1985
- Listă de filme argentiniene din 1986
- Listă de filme argentiniene din 1987
- Listă de filme argentiniene din 1988
- Listă de filme argentiniene din 1989

## Anii 1990
- Listă de filme argentiniene din 1990
- Listă de filme argentiniene din 1991
- Listă de filme argentiniene din 1992
- Listă de filme argentiniene din 1993
- Listă de filme argentiniene din 1994
- Listă de filme argentiniene din 1995
- Listă de filme argentiniene din 1996
- Listă de filme argentiniene din 1997
- Listă de filme argentiniene din 1998
- Listă de filme argentiniene din 1999

## Anii 2000
- Listă de filme argentiniene din 2000
- Listă de filme argentiniene din 2001
- Listă de filme argentiniene din 2002
- Listă de filme argentiniene din 2003
- Listă de filme argentiniene din 2004
- Listă de filme argentiniene din 2005
- Listă de filme argentiniene din 2006
- Listă de filme argentiniene din 2007
- Listă de filme argentiniene din 2008
- Listă de filme argentiniene din 2009

## Anii 2010
- Listă de filme argentiniene din 2010
- Listă de filme argentiniene din 2011
- Listă de filme argentiniene din 2012
- Listă de filme argentiniene din 2013
- Listă de filme argentiniene din 2014
- Listă de filme argentiniene din 2015
- Listă de filme argentiniene din 2016
- Listă de filme argentiniene din 2017
- Listă de filme argentiniene din 2018
- Listă de filme argentiniene din 2019

Format:Cinematografia argentiniană